# Nonnas
Nonnas ist ein US-amerikanischer Spielfilm aus dem Jahr 2025 mit Vince Vaughn, Susan Sarandon, Lorraine Bracco, Talia Shire, Brenda Vaccaro und Linda Cardellini, der unter der Regie von Stephen Chbosky nach einem Drehbuch von Liz Maccie entstand. Auf Netflix wurde die Filmkomödie am 9. Mai 2025 veröffentlicht.

## Handlung
Nach dem Tod seiner Mutter Maria kauft Joe Scaravella auf Staten Island das leerstehende Lokal Spirito’s, um dort ein italienisches Restaurant zu eröffnen. Dieses nennt er in Erinnerung an seine Mutter Enoteca Maria. Als Köchinnen sucht er italienischstämmige Großmütter. Auf dem Markt trifft Joe seine Schulfreundin Olivia wieder, mit der er am Abschlussball war. Für die Küche engagiert er Roberta aus Sizilien, eine Freundin seiner Mutter, die kinderlose Friseurin seiner Mutter und Zuckerbäckerin Gia, Olivias Nachbarin Antonella aus Bologna sowie die frühere Nonne Teresa aus der Bronx, die sich auf eine Anzeige auf Craigslist hin meldet. Während sein Freund Bruno ihm zunächst von der Realisierung seines Planes abrät, ihn aber dann trotzdem bei den Umbauarbeiten unterstützt, ist Brunos Frau Stella gleich vom Konzept begeistert. 
Nachdem Roberta eine aus einem Lammkopf bestehende Capuzzelle im Ofen zubereitet, führt ein Streit zwischen Roberta und Antonella zu einem Brand im Ofen und einem Feuerwehreinsatz. Olivia hilft Joe beim Aufräumen, dabei erfährt er, dass Antonella sie nach dem Tod von Olivias Mann unterstützt hat. Aufgrund des Feuers in der Küche erhält Joe von den Behörden keine Genehmigung, das Restaurant zu eröffnen. Außerdem benötigt er einen neuen Ofen. Bruno wirft Joe daraufhin vor, dass ganze Projekt wie üblich übereilt gestartet zu haben. Auf Intervention von Olivia, die ein Jura-Studium wiederaufgenommen hat und dem Beamten Korruption vorwirft, erhält Joe doch noch seine Genehmigung. Nach dem Streit zwischen Bruno und Joe erfährt Joe, dass Bruno seinen Oldtimer verkauft hatte, um die Arbeiter für das Restaurant bezahlen zu können.
Nach der Eröffnung des Restaurants bleiben die Gäste aus, auch weil in der Nachbarschaft zum Boykott aufgerufen wurde. Joe beabsichtigt daher, das Restaurant zu schließen. Mit den vorhandenen Lebensmittel wird eine große Party gefeiert, zu der alle Freunde und Familien eingeladen werden. Auf Vorschlag von Gia bringt Joe eine Kostprobe zum Restaurantkritiker Edward Durant, der eine Mitarbeiterin beauftragt, das Lokal zu besuchen. Die von dieser danach veröffentlichte lobende Kritik führt dazu, dass das Restaurant doch noch ein Erfolg wird. Olivia und Joe werden ein Paar. Im Abspann werden Aufnahmen aus der realen Enoteca Maria gezeigt.

## Besetzung und Synchronisation
Die deutschsprachige Synchronisation übernahm die EVA Studios Germany GmbH. Dialogregie führte Michael Nowka, der auch das Dialogbuch schrieb.
| Rolle          | Darsteller        | Synchronsprecher          |
| -------------- | ----------------- | ------------------------- |
| Joe Scaravella | Vince Vaughn      | Stefan Fredrich           |
| Al             | Michael Rispoli   | Reinhard Scheunemann      |
| Antonella      | Brenda Vaccaro    | Isabella Grothe           |
| Bruno          | Joe Manganiello   | Jaron Löwenberg           |
| Dan McClane    | Richie Moriarty   | Rainer Fritzsche          |
| Edward Durant  | Campbell Scott    | Frank Röth                |
| Gia            | Susan Sarandon    | Kerstin Sanders-Dornseif  |
| Luis           | Vladimir Caamano  | Sebastian Christoph Jacob |
| Mr. Pionconne  | Jimmy Smagula     | Michael Nowka             |
| Olivia         | Linda Cardellini  | Dascha Lehmann            |
| Phil           | Geoffrey Owens    | Werner Böhnke             |
| Roberta        | Lorraine Bracco   | Katarina Tomaschewsky     |
| Teresa         | Talia Shire       | Marina Krogull            |
| Vito           | Quincy Dunn-Baker | Peter Sura                |

Der echte Joe Scaravella hat einen Cameo-Auftritt bei der „Abschiedsparty“ in der Enoteca Maria. Er sitzt neben Cousine Tammy. 
Im Abspann wird dies allerdings nicht als eine Gastrolle erwähnt. 

## Produktion
Der Film wurde von Fifth Season, 1Community, Matador Content und MWM Studios produziert, als Produzenten fungierten Gigi Pritzker, Rachel Shane und Jack Turner. Dreharbeiten fanden bis Juni 2023 im US-Bundesstaat New Jersey statt.
Die Kamera führte Florian Ballhaus, die Musik schrieb Marcelo Zarvos, die Montage verantwortete Anne McCabe. Das Drehbuch von Liz Maccie basiert auf einer wahren Geschichte.

## Musik
Soundtrack von Marcelo Zarvos
1. Nonnas Theme
2. Pitching the Idea
3. Joe’s New Restaurant
4. Teresa Prays for a Miracle
5. Olivia and Joe Talk
6. Standing Ovation
7. The Letter
8. Celebrating the Dishes
9. Fire Code Violation
10. Joe Cooking
11. What Is Capuzzelle
12. Roberta and Antonella
13. Nonnas Bond
14. Joe’s Appeal
15. Closed
16. Food Fight
17. Cleaning the Kitchen
18. Enoteca Maria
19. The Inspector
20. Joe Breaks the News
21. The Funeral
22. C of O Celebration
23. Nonnas Are Worried
24. Hyatt Street (feat. China Forbes) – Pink Martini

## Rezeption

### Kritiken
Am 9. Mai 2025 waren 10 von 12 bei Rotten Tomatoes aufgeführte Kritiken positiv. Bei Metacritic erhielt der Film am 9. Mai 2025 einen Metascore von 56 von 100 möglichen Punkten, der auf 10 Rezensionen basierte.
derwatchdog.de vergab drei von fünf Sternen, der Film biete charmantes Wohlfühlkino für Zwischendurch – warmherzig und berührend, aber ohne nachhaltigen Effekt.
Dani Maurer bewertete die Produktion auf outnow.ch mit 4,5 von 6 Sternen. Der kleine, feine, gefühlvolle und liebenswerte Film nehme eine Außenseiterstory auf und koche daraus mit Liebe und Familiensinn ein leckeres Menu. Nonnas punkte mit hervorragend zusammenspielenden Darstellerinnen, einem wunderbaren Gefühl von italienischer Küche und feinem Witz.
Christian Klosz (82 von 100 Punkte) meinte auf filmpluskritik.com, dass Netflix mit dem Film ein echter Feel Good-Film gelungen sei, der dieses Prädikat auch wirklich verdiene. Dieser sei sympathisch, liebevoll umgesetzt, witzig und bringt vor allem ganz viel Liebe für seine Figuren mit.
Oliver Armknecht vergab auf film-rezensionen.de sechs von zehn Punkten und bezeichnete den Streifen als lebensbejahende Mischung aus humorvollen und gefühlvollen Momenten, ohne je eine von beiden Richtungen besonders intensiv zu verfolgen. Schenkelklopfer brauche man hier ebenso wenig erwarten wie die ganz großen Tränendrüsenszenen.
Oliver Alexander schrieb auf quotenmeter.de, dass Nonnas auch seine Längen habe und kein revolutionärer Film sei, sondern vielmehr ein leises Ja zum Leben.
Die österreichische Programmzeitschrift TV-Media (zwei von vier Punkte) befand, dass neben dem ästhetisch in Szene gesetzten Essen die vier oscarnominierten Darstellerinnen das Herzstück des Films seien. Nonnas sei ein klassisches Feelgood-Movie und mache Lust auf italienisches Essen.

### Abrufe
Mit 15,3 Millionen Aufrufen wurde der Film zum meistgesehenen englischen Film der Startwoche. In der zweiten Woche war der Film mit 20 Millionen Zuschauern am ersten Platz in den englischen Filmcharts.
Laut digital i wurde der Film im Mai 2025 von 1,009 Millionen deutschen Haushalten gesehen und lag damit auf Platz sieben der meistgesehenen Streaming-Filme des Monats.
Laut Marktforschungsunternehmen Nielsen verzeichnete der Film im ersten Halbjahr 2025 insgesamt 2,73 Milliarden Streaming-Minuten und lag damit unter den erfolgreichsten Filmen im Streaming-Bereich auf Platz 14.